# Danielle Koenen
Petra Constance Maria "Danielle" Koenen (Uden, 20 juli 1968) is een Nederlands voormalig hockeyster. Koenen speelde 58 officiële interlands (3 doelpunten) voor de Nederlandse vrouwenhockeyploeg.
Koenen speelde van 1989 tot en met 1993 voor het Nederlands elftal. Zij speelde haar eerste interland op 25 maart 1989: Nederland-West-Duitsland 1-2. In dat jaar won ze de Champions Trophy, in 1990 werd ze Wereldkampioen, in 1991 werd ze Europees kampioen en in 1992 ging naar ze naar de Olympische Spelen 1992 in Barcelona waar ze 6e werden. Haar laatste interland was tijdens de spelen op 6 augustus 1992: Nederland-Australië 0-2.
Ze is begonnen met hockeyen in Uden en heeft in de hoofdklasse gehockeyd bij MOP onder Gijs van Heumen, bij HGC en Amsterdam. Bij de laatste club werd ze uitgeroepen tot beste speelster van de hoofdklasse in het seizoen 1994-1995.

## Clubs
- HC Uden
- MOP
- HGC
- Amsterdam
- BH & BC Breda

Carina Benninga · 
Carina Bleeker · 
Annemieke Fokke · 
Noor Holsboer · 
Danielle Koenen · 
Helen Lejeune-van der Ben · 
Jeannette Lewin · 
Caroline van Nieuwenhuyze-Leenders · 
Martine Ohr · 
Wietske de Ruiter · 
Florentine Steenberghe · 
Carole Thate · 
Jacqueline Toxopeus · 
Cécile Vinke · 
Ingrid Wolff · 
Mieketine Wouters ·
Coach: Roelant Oltmans